# Davyd Barandun
Davyd Barandun (* 2. Januar 2000 in Sumy, Ukraine) ist ein Schweizer Eishockeyspieler, der seit Juli 2014 beim HC Davos aus der Schweizer National League unter Vertrag steht und dort auf der Position des Verteidigers spielt.

## Karriere
Der aus Madulain stammende Barandun wechselte 2014 vom EHC St. Moritz in die Nachwuchsbewegung des HC Davos. Dort wurde der Engadiner zum Junioren-Nationalspieler. In der Saison 2017/18 verschaffte ihm Trainer Arno Del Curto erste Einsatzminuten beim HCD in der National League.

## Erfolge und Auszeichnungen
- 2017 Schweizer U17-Juniorenmeister mit dem HC Davos

## Karrierestatistik
Stand: Ende der Saison 2024/25

### International
Vertrat die Schweiz bei:
- U18-Junioren-Weltmeisterschaft 2017
- U20-Junioren-Weltmeisterschaft 2018
- U18-Junioren-Weltmeisterschaft 2018
- U20-Junioren-Weltmeisterschaft 2019

(Legende zur Spielerstatistik: Sp oder GP = absolvierte Spiele; T oder G = erzielte Tore; V oder A = erzielte Assists; Pkt oder Pts = erzielte Scorerpunkte; SM oder PIM = erhaltene Strafminuten; +/− = Plus/Minus-Bilanz; PP = erzielte Überzahltore; SH = erzielte Unterzahltore; GW = erzielte Siegtore; 1 Play-downs/Relegation; Kursiv: Statistik nicht vollständig)